# Українське юридичне товариство
Українське юридичне товариство (УЮТ) — всеукраїнська громадська організація, основною метою якої є відродження діяльності Київського юридичного товариства, яке діяло при Київському Імператорському університеті святого Володимира (нині Київський національний університет імені Тараса Шевченка).

## Історія
Історія створення Українського юридичного товариства почалась із відродження у 1999 році діяльності Київського юридичного товариства.
Київське юридичне товариство було засноване у 1877 році при Київському Імператорському університеті св. Володимира (нині Київський національний університет імені Тараса Шевченка). У своїй діяльності товариство керувалося статутом, затвердженим міністром народної освіти 30 жовтня 1876 року.
У товаристві проводились дослідження проблем вітчизняного права, налагоджувались зв'язки між юристами, обговорювались наукові праці. Членами товариства були відомі вчені — юристи та практики. Члени Київського юридичного товариства обиралися більшістю голосів на загальних зборах. У товаристві також існував інститут почесних членів. Очолював товариство голова, який здійснював загальне керівництво діяльністю товариства. Першими головами Київського юридичного товариства були Демченко В. Г., Демченко Г. В., Кістяківський О. Ф., Мітюков К. А., Синайський В. І., Удінцев В. А. та інші відомі правознавці.
Основна діяльність товариства була спрямована на обговорення актуальних питань правознавства, популяризацію юридичних знань серед населення та сприяння вдосконаленню вітчизняної юридичної освіти. Товариство щорічно видавало збірник «Труды Киевского юридического общества, состоящего при Императорском университете св. Владимира».
Перше засідання Київського юридичного товариства відбулося 4 січня 1877 року, на якому були присутні члени-організатори: Базінер Р. І., Демченко В. Г., Кістяківський О. Ф., Романович-Славатинський О. В., Мітюков К. А., Скорделі П. К., Розов М. А., Удінцев В. А.
Київське юридичне товариство фактично розпочало свою роботу з обговорення реферата відомого адвоката А. Квачевського "Права жінок по законам Чернігівської і Полтавської губерній". Дискусія після проголошення реферату тривала майже п'ять місяців, що говорить про непідробну увагу членів товариства до піднятої проблеми, зокрема, до вивчення звичаєвого права як одного з найцінніших джерел права. В доповіді піднімалося питання необхідності збереження деяких правових звичаїв і традицій, які порівняно з існуючим законодавством закріплювали більш широкий спектр прав за тією чи іншою категорією населення.
В доповіді члена Київського юридичного товариства І. Опекаловського "Могут ли мировые судьи употреблять привод свидетелей по уголовным делам?" зазначалося про необхідність диференційованого майнового підходу при визначенні розмірів штрафів для свідків, що по тій чи іншій причині відмовилися з'являтися в суд.
Інший відомий вчений-юрист, видатний суспільний діяч, один з засновників вітчизняної юридичною науки О. Кістяківський у рецензії на працю "Личное задержание как полицейская мера безопасности", зазначав, що питання особистої свободи громадянина набуває першочергового значення, адже "вчення про арешт є також і вченням про гарантії особистої свободи. На його думку "поліція при вчиненні арешту повинна керуватися виключно інтересами юстиції, а не якоюсь власною метою".
Ці та інші проблеми, які обговорювалися на засіданнях товариства, були актуальними для свого часу, а деякі з них не втратили своєї актуальності і по сьогодні. Під час їх обговорення членами товариства було закладено міцне підґрунтя для подальшої розробки і наукової дискусії з приводу вказаних проблем, а також фундамент практичного втілення проголошених ідей. Найголовніше ж, що було покладено початок фундаментальної розробки проблем прав і свобод людини вітчизняною юридичною наукою.
Членами Київського юридичного товариства в різний час були відомі вчені — юристи Антонович В. Б., Шелухін С. П., Соколов П. П. та інші.
Київське юридичне товариство припинило свою діяльність у 1917 році після розпаду Російської Імперії.
У період Української народної республіки традиції та дослідницьку діяльність Київського юридичного товариства продовжило, створене у 1917 році за підтримки Центральної Ради, Українське правниче товариство, але воно припинило своє існування після ліквідації УНР.
Діяльність Київського юридичного товариства була відновлена у 1999 році. Ініціатива відродження товариства належала групі випускників юридичних факультетів вищих навчальних закладів міста Києва. Членами Київського юридичного товариства стали практикуючі юристи, відомі вчені, громадські і державні діячі.
Головою товариства було обрано випускника юридичного факультету Київського національного університету ім. Тараса Шевченка Березюка О. В. Основні зусилля членів товариства були спрямовані на налагодження співробітництва між юристами-практиками і представниками юридичної науки та сприяння побудові правової держави.
У товаристві діє інститут почесних членів. За вагомий особистий внесок у справу розбудови правової держави та розвитку демократії в Україні першим почесним членом товариства було обрано відомого правозахисника, народного депутата України трьох скликань, Героя України Хмару С. І.
З метою поширення правових знань серед громадян України при товаристві було засновано часопис «Академія права». У зв'язку із розширенням сфери діяльності товариства та відкриттям його представництв у більшості областей України на загальних зборах, які відбулись 4 жовтня 2007 року, було прийнято рішення про зміну статусу товариства з місцевого на всеукраїнський. Разом із зміною статусу змінилась і назва товариства.
Київське юридичне товариство було перейменовано на Українське юридичне товариство.

## Діяльність
Основний акцент у діяльності Українського юридичного товариства зроблено на активізацію зусиль у сфері сприяння побудові правової держави, розвитку української правової школи, проведення політико-правових досліджень, сприяння розвиткові співробітництва між юристами-практиками і представниками юридичної науки, розширення міжнародних зв'язків.
Головою товариства переобрано на новий термін Березюка О. В., членами Центральної ради товариства стали: доктор юридичних наук Хавронюк М. І., кандидати юридичних наук Баранчук В. М., Сірий М. І., відомі українські юристи Василюк В. Б., Єрмак О. А., Левицький О. В., Максимова С. В., Мартиненко Ю. В.
У товаристві створено «Антикорупційний центр», основним завданням якого є сприяння подоланню корупції в Україні. Контроль за дотриманням статутних вимог керівними органами та членами товариства здійснює Апеляційна рада та Ревізійна комісія.
В період між з'їздами вирішення питань, які мають важливе загальнонаціональне значення, віднесено до компетенції Національної ради. До складу Національної ради входять члени Центральної ради та голови регіональних організацій товариства.
Вищим органом товариства є з'їзд, який і визначає основні напрямки діяльності.

## Члени товариства
- Амірова Юлія Валентинівна
- Басанцов Ігор Володимирович
- Баулін Олег Вячеславович
- Березюк Олег Валерійович
- Василюк Віктор Борисович
- Герасименко Павло Михайлович
- Голуб Володимир Миколайович
- Гриненко Ігор Максимович
- Докієн Микола Іванович
- Єрмак Олександр Анатолійович
- Король Віктор Васильович
- Кучер Олег Володимирович
- Левицький Олег Володимирович
- Любка Микола Миколайович
- Максимова Світлана Володимирівна
- Мартиненко Юрій Володимирович
- Могила Ілля Володимирович
- Плахотнюк Олександр Андрійович
- Поліщук Тетяна Андріївна
- Сабодаш Роман Богданович
- Селюк Микола Романович
- Сірий Микола Іванович
- Січевлюк Володимир Антонович
- Стрілець Олена Андріївна
- Ткачук Руслана Іванівна
- Трофимчук Світлана Анатоліївна
- Хавронюк Микола Іванович
- Хмара Степан Ількович
- Чайковська Віолетта Юріївна
- Яковина Микола Михайлович

## Іноземні представники
- Дуніковський Стефан 
 (Stéphane Dunikowski) 
 (Франція)
- Хотенашвілі Паата 
 (Paata Khotenashvili) 
 (Грузія)